# Bucephaloptera convergens
Bucephaloptera convergens är en insektsart som beskrevs av Karabag 1951. Bucephaloptera convergens ingår i släktet Bucephaloptera och familjen vårtbitare. Inga underarter finns listade i Catalogue of Life.